# Dominique Duncan
Dominique Duncan (* 7. Mai 1990) ist eine nigerianische Sprinterin US-amerikanischer Herkunft.
2014 erreichte sie bei den Commonwealth Games in Glasgow über 200 m das Halbfinale und gewann mit der nigerianischen Mannschaft Silber in der 4-mal-100-Meter-Staffel. Bei den Leichtathletik-Afrikameisterschaften in Marrakesch gewann sie Bronze über 200 m und siegte mit der nigerianischen 4-mal-100-Meter-Stafette, und beim Leichtathletik-Continental-Cup in Marrakesch wurde sie Siebte über 200 m.
2015 siegte sie mit dem nigerianischen Team bei den IAAF World Relays in Nassau in der 4-mal-200-Meter-Staffel mit dem Afrikarekord von 1:30,52 min.

## Persönliche Bestzeiten
- 60 m: 7,34 s, 12. Februar 2011, College Station
- 100 m: 11,30 s, 30. März 2012, Austin
- 200 m: 22,82 s, 5. April 2014, San Marcos
  - Halle: 23,03 s, 11. März 2011, College Station